# Не зови ме, не тражи ме
Не зови ме, не тражи ме је дванаести студијски албум Халида Бешлића. Издат је 1996. године. Издавачка кућа је Тера.

## Песме
1. Стани зоро
2. Сарајка дјевојка
3. Плакат ћу љубави моја
4. Не зови ме, не тражи ме
5. Вјетрови и олује
6. Ноћ и дан се дијели
7. Сјети ме се бистра ријеко
8. Пјесме моје
9. Сањам те мајко
10. Ја се Босни спремам
11. Кад тад
12. Од сабаха до јације
13. Јаче од окова
14. Граде мој
15. Дјецо босанска
16. Да зна зора